# Chatyrka
Il Chatyrka (in russo Хатырка?) è un fiume della Russia estremo-orientale. Scorre nell'Anadyrskij rajon della Čukotka. Il fiume corre lungo il confine amministrativo con il Territorio della Kamčatka.

## Descrizione
Il Chatyrka ha origine sull'altopiano dei Coriacchi dalle pendici settentrionali di una montagna senza nome (1 050 m); nella parte alta e media scorre tra le gole delle montagne, in quella inferiore in una pianura molto paludosa, dove si divide in più canali e sfocia nel mare di Bering in un estuario separato dal mare da un cordone litorale. Il fiume ha una lunghezza di 367 km, il bacino misura 13 400 km². Suo principale affluente, da destra, è lo Iomrautvaam (lungo 103 km).
Alla foce del fiume si trova il villaggio di Chatyrka. La popolazione locale è impegnata nell'allevamento delle renne. Sul fiume è sviluppata la pesca commerciale del salmone (salmone rosa, salmone keta, salmone rosso, salmone reale).